# Kim U-gil
Kim U-gil est un boxeur nord-coréenne né le 17 octobre 1949.

## Carrière
Il a remporté la médaille d'argent aux Jeux olympiques de Munich en 1972 dans la catégorie mi-mouches ne perdant qu'en finale face au Hongrois György Gedó.